# Západní Německo na Zimních olympijských hrách 1980
Západní Německo na Zimních olympijských hrách 1980 v Lake Placid reprezentovalo 80 sportovců, z toho 61 mužů a 19 žen. Nejmladším účastníkem byla krasobruslařka Tina Riegelová (14 let, 175 dní), nejstarším pak bobista Georg Grossmann (39 let, 319 dní). Reprezentanti vybojovali 5 medailí, z toho 2 stříbrné a 3 bronzové.

## Medailisté
| Medaile | Jméno                                                   | Sport           | Disciplína              |
| ------- | ------------------------------------------------------- | --------------- | ----------------------- |
| Stříbro | Irene Eppleová                                          | Alpské lyžování | Ženy obří slalom        |
| Stříbro | Christa Kinshofer-Güthleinová                           | Alpské lyžování | Ženy slalom             |
| Bronz   | Franz Bernreiter Hans Estner Peter Angerer Gerd Winkler | Biatlon         | Muži štafeta 4 × 7,5 km |
| Bronz   | Dagmar Lurzová                                          | Krasobruslení   | Ženy                    |
| Bronz   | Anton Winkler                                           | Saně            | Muži jednotlivci        |